# Pomacanthus rhomboides
Pomacanthus rhomboides là một loài cá biển thuộc chi Pomacanthus trong họ Cá bướm gai. Loài này được mô tả lần đầu tiên vào năm 1908.

## Từ nguyên
Từ định danh của loài theo tiếng Latinh có nghĩa là "có dạng hình thoi" (hậu tố oides mang ý nghĩa là "giống"), hàm ý đề cập đến hình dạng cơ thể của chúng.

## Phạm vi phân bố và môi trường sống
P. rhomboides có phạm vi phân bố tập trung ở Tây Nam Ấn Độ Dương. Loài này được ghi nhận dọc trải dài từ vịnh Maputo của Mozambique đến thành phố Knysna, tỉnh Tây Cape (Nam Phi).
P. rhomboides sống gần các rạn san hô và mỏm đá ngầm ở độ sâu đến ít nhất là 40 m; cá con thường được nhìn thấy ở các hồ thủy triều.

## Mô tả
P. rhomboides có chiều dài cơ thể tối đa được biết đến là 46 cm. Thân của P. rhomboides có màu nâu với duy nhất một vùng màu xám hình tam giác ở thân sau. Các vây có màu nâu sẫm hơn thân. Vảy trên thân có nhiều chấm đen. Nắp mang có một hàng gai đặc trưng của họ Cá bướm gai. Khác với khi trưởng thành, cá con có màu sắc sáng hơn: màu xanh lam thẫm với các dải sọc màu trắng và xanh óng (tương tự như hầu hết những loài cùng chi), với các dải ở thân sau uốn cong hình bán nguyệt.

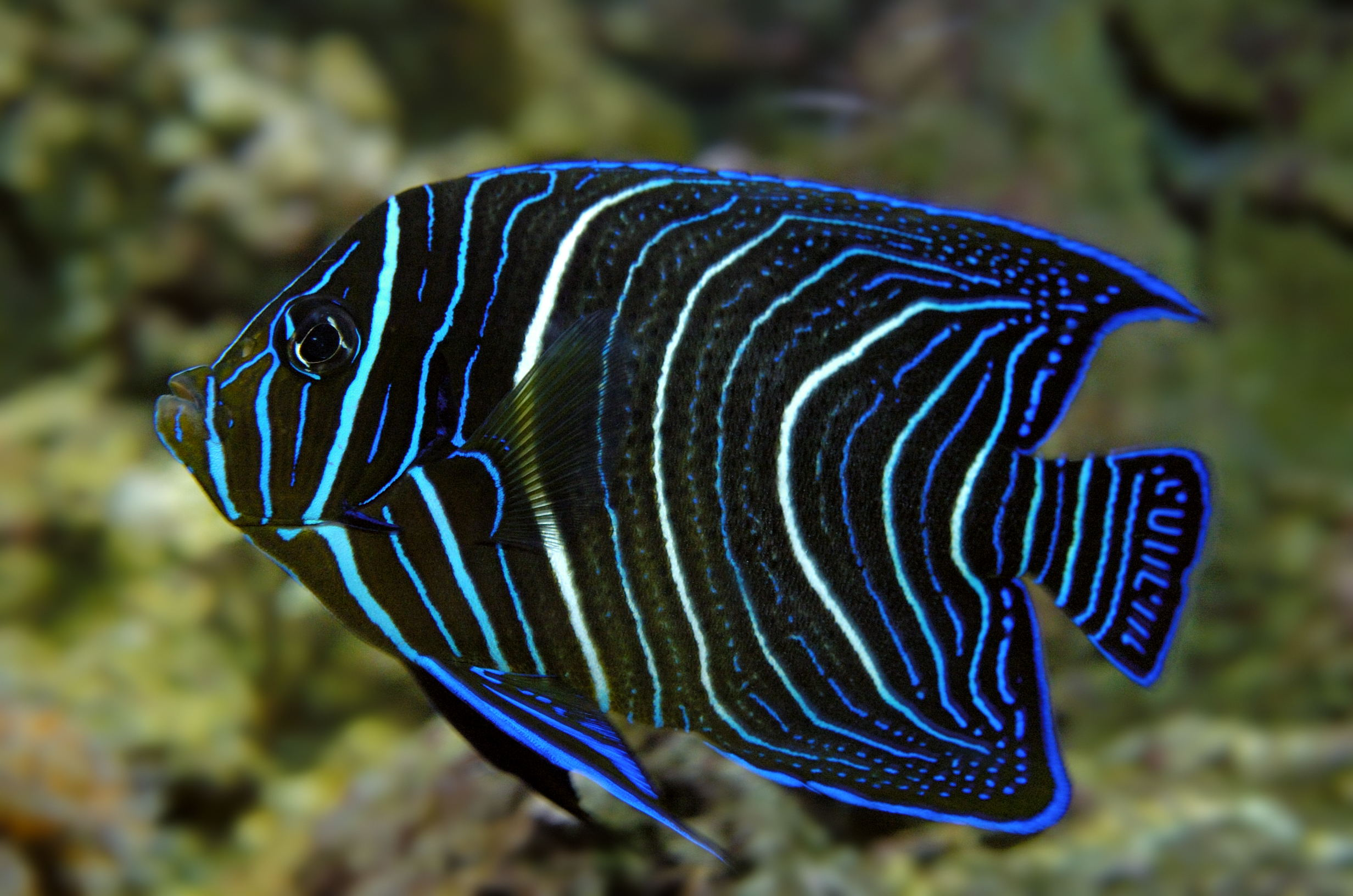
Cá con

Số gai vây lưng: 11–13; Số tia vây ở vây lưng: 22–25; Số gai vây hậu môn: 3; Số tia vây ở vây hậu môn: 21–23.

## Sinh thái
Thức ăn chủ yếu của P. rhomboides là hải miên (bọt biển), hải tiêu, tảo và động vật phù du. P. rhomboides thường sống đơn độc và ghép cặp khi bước vào giai đoạn sinh sản, nhưng cũng có khi hợp thành một nhóm (khoảng 20 đến 30 con) khi chúng bơi ở tầng nước giữa. Đôi khi, chúng bơi gần mặt nước để tìm kiếm những sinh vật phù du.
P. rhomboides trưởng thành là một loài có tính hiếu kỳ nên các thợ lặn có thể dễ dàng tiếp cận được chúng. Ngược lại, cá con khá nhát, chỉ bơi gần nơi trú ẩn của chúng.
Cá thể lai giữa P. rhomboides và Pomacanthus semicirculatus đã được quan sát và ghi nhận tại bờ biển Nam Phi. 
P. rhomboides được đánh giá là một loài kém sặc sỡ nhất trong chi Pomacanthus. Bởi vì thế, loài này hầu như không được chọn để nuôi làm cá cảnh.